# Slobodan Klipa
Slobodan Klipa (in serbo Слободан Клипа?; 1º agosto 1960) è un allenatore di pallacanestro serbo.

## Carriera
Ha guidato la Serbia ai Giochi del Mediterraneo di Pescara 2009.